# 1805 az irodalomban

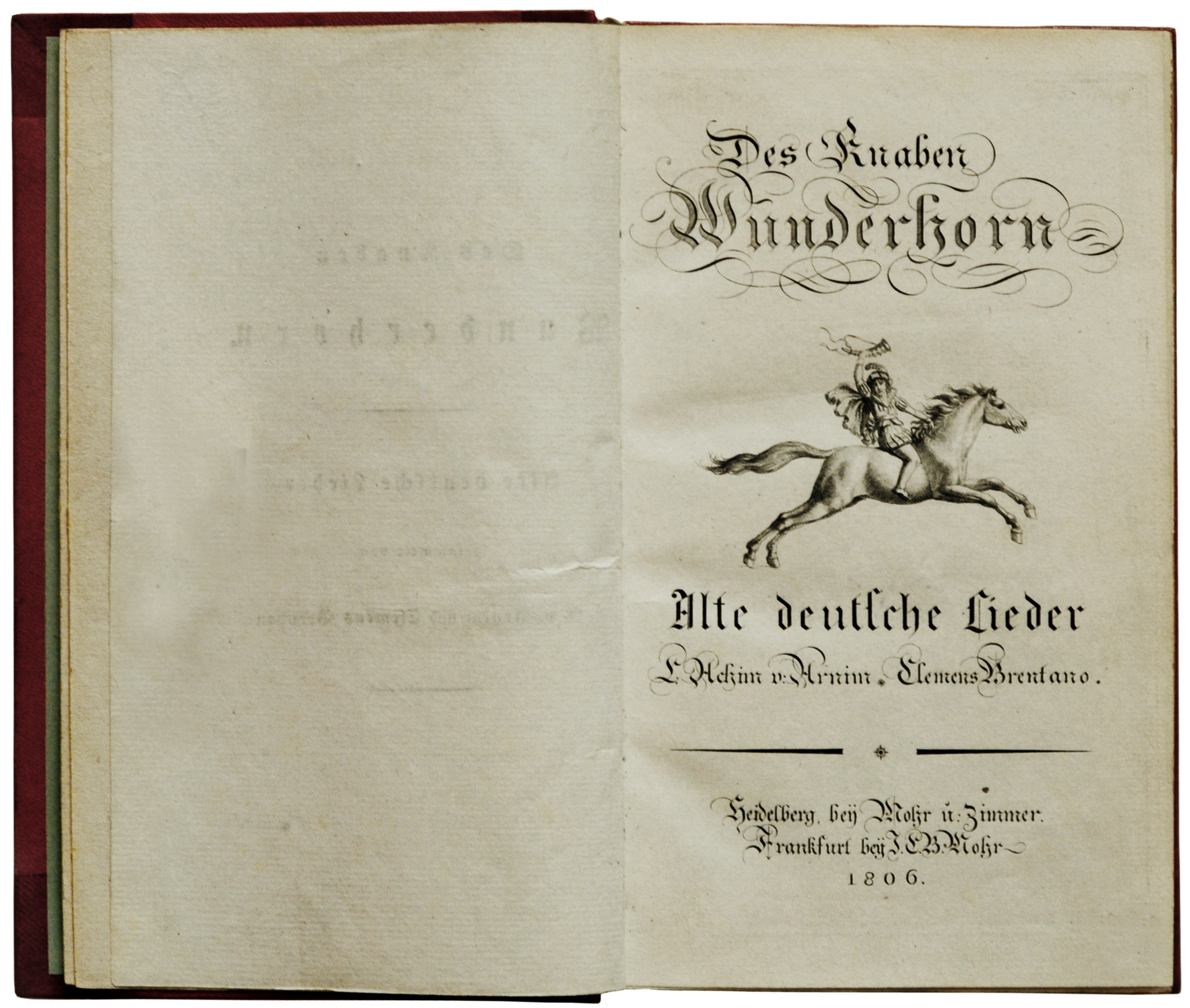
Des Knaben Wunderhorn (1806)

Az 1805. év az irodalomban.

## Megjelent új művek
- Először jelenik meg nyomtatásban – posztumusz, az eredeti francia helyett német nyelven – Denis Diderot francia író 1761-ben írt műve, a Rameau unokaöccse (Le neveu de Rameau). Fordítója Johann Wolfgang von Goethe.

Hans Christian Andersen

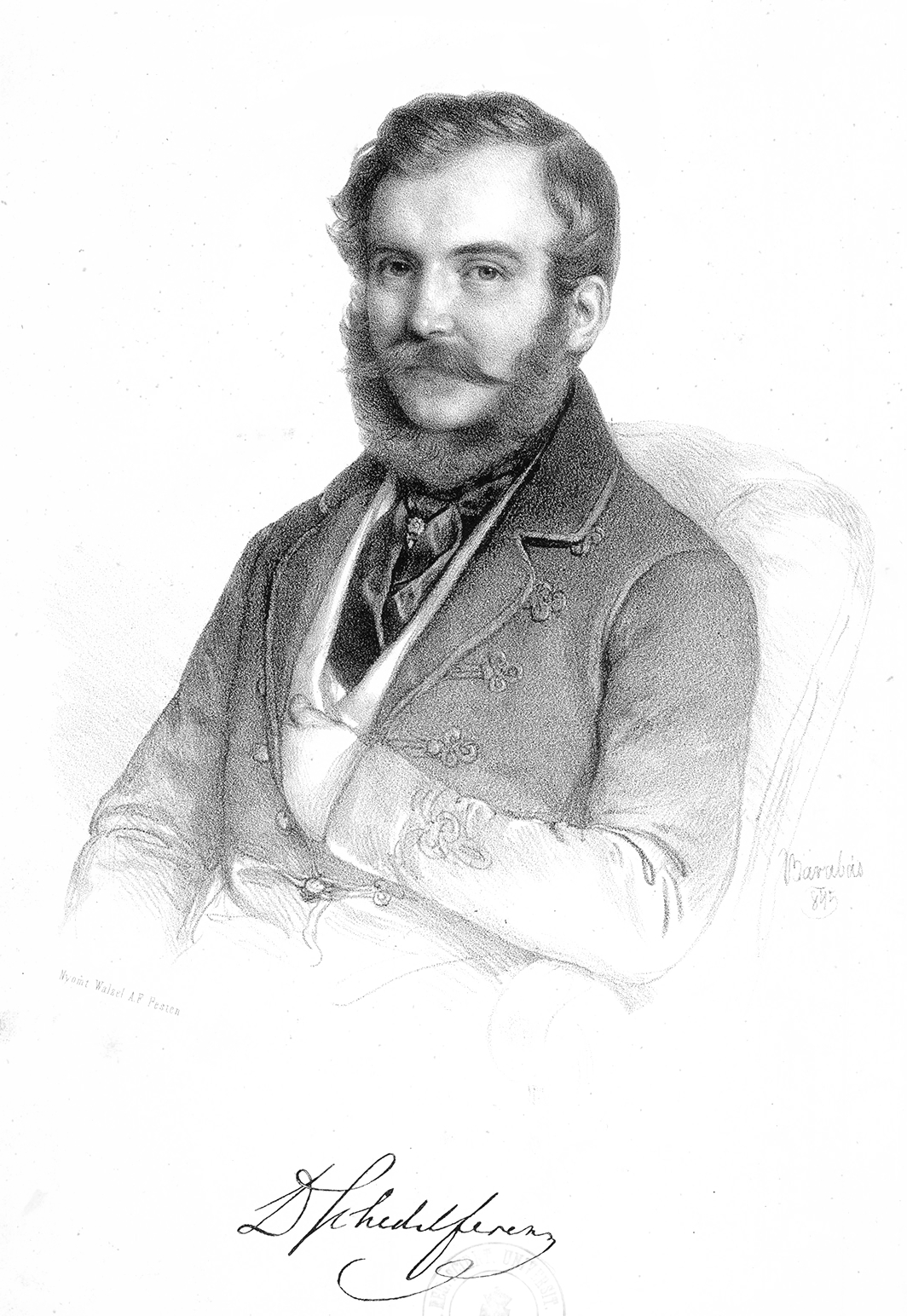
Toldy Ferenc

### Költészet
- Megjelenik Johann Gottfried Herder románc-ciklusa a spanyol hősről: Der Cid.
- Walter Scott elbeszélő költeménye: The Lay of the Last Minstrel (Az utolsó regős éneke).
- Az angol ún. tavi költők egyike, Robert Southey elbeszélő költeménye: Madoc.
- Achim von Arnim és Clemens Brentano heidelbergi romantikus költők nagy népdalgyűjteményének első kötete: Des Knaben Wunderhorn (A fiú csodakürtje). A második és a harmadik kötet 1808-ban lát napvilágot.

## Születések
- április 2. – Hans Christian Andersen, alighanem a leghíresebb dán költő, meseíró († 1875)
- augusztus 10. – Toldy Ferenc irodalomtörténész, kritikus († 1875)
- október 23. – Adalbert Stifter osztrák író, költő, festő († 1868)
- december 31. – Marie d’Agoult francia írónő (Daniel Stern álnéven), utóbb Liszt Ferenc élettársa, a francia romantika és a politikai publicisztika jeles képviselője († 1876)

## Halálozások
- március 10. – Blaž Kumerdej szlovén tanító, filológus, író (* 1738)
- augusztus 3. – Christopher Anstey angol költő, szatirikus (* 1724)
- november 8. – Baculard d'Arnaud francia költő, író, drámaíró (* 1718)